# Departamentele Columbiei

Departamentele Columbiei

Columbia este o republică unitară compusă din treizeci și două departamente (spaniolă departamentos, sing. departamento) și Districtul Capital (Distrito Capital). Fiecare departament are un guvernator (gobernador) și Ansamblu Departamental (Asamblea Departamental), aleși printr-un vot popular pentru o perioadă de patru ani. Guvernatorul nu poate să fie reales consecutiv.
Districtul Capital este de fapt capitala țării, Bogotá. Depinde parțial de departamentul înconjurător, Cundinamarca, al cărui sediu se află și în Bogotá.
| Nr. | Nume                      | Reședință             | Guvernator                          | Suprafață (km²) | Populație (2005) | Densitate | ISO    |
| --- | ------------------------- | --------------------- | ----------------------------------- | --------------- | ---------------- | --------- | ------ |
| 1   | Amazonas                  | Leticia               | Felix Francisco Acosta Soto         | 109.665         | 56.036           | 0,51      | CO-AMA |
| 2   | Antioquia                 | Medellín              | Luis Alfredo Ramos Botero           | 63.612          | 5.671.689        | 91,5      | CO-ANT |
| 3   | Arauca                    | Arauca                | Freddy Forero Requiniva             | 23.818          | 208.605          | 12        | CO-ARA |
| 4   | Atlántico                 | Barranquilla          | Eduardo Verano de la Rosa           | 3.319           | 2.166.156        | 256,52    | CO-ATL |
| 5   | Bolívar                   | Cartagena de Indias   | Libardo Simancas Torres             | 25.978          | 1.860.445        | 71,61     | CO-BOL |
| 6   | Boyacá                    | Tunja                 | Jorge Eduardo Londoño               | 23.189          | 1.211.186        | 61        | CO-BOY |
| 7   | Caldas                    | Manizales             | Emilio Echeverri Mejía              | 7.888           | 968.740          | 123       | CO-CAL |
| 8   | Caquetá                   | Florencia             | Juan Carlos Claros Pinzón           | 88.965          | 420.337          | 4,72      | CO-CAQ |
| 9   | Casanare                  | Yopal                 | Óscar Raúl Iván Flórez Chávez       | 44.490          | 295.353          | 6,64      | CO-CAS |
| 10  | Cauca                     | Popayán               | Guillermo Alberto González Mosquera | 29.308          | 1.268.937        | 43,3      | CO-CAU |
| 11  | Cesar                     | Valledupar            | Clara Inés Collazos                 | 22.905          | 903.279          | 39,44     | CO-CES |
| 12  | Chocó                     | Quibdó                | Patrocinio Sanches Montes de Oca    | 46.530          | 454.030          | 9,75      | CO-CHO |
| 13  | Córdoba                   | Montería              | Marta Sáenz                         | 25.020          | 1.467.929        | 58,67     | CO-COR |
| 14  | Cundinamarca              | Bogotá                | Andrés González Díaz                | 22.653          | 2.280.037        | 100,65    | CO-CUN |
| 15  | Guainía                   | Puerto Inírida        | Efrén de Jesús Ramírez Sabana       | 72.238          | 35.230           | 0,48      | CO-GUA |
| 16  | Guaviare                  | San José del Guaviare | Óscar de Jesús López Cadavid        | 53.460          | 95.551           | 1,79      | CO-GUV |
| 17  | Huila                     | Neiva                 | Luis Jorge Pajarito Sánchez García  | 19.890          | 1.110.418        | 55,83     | CO-HUI |
| 18  | La Guajira                | Riohacha              | José Luís González                  | 20.848          | 681.575          | 32,7      | CO-LAG |
| 19  | Magdalena                 | Santa Marta           | Francisco Infante Vergara           | 23.188          | 1.149.917        | 50        | CO-MAG |
| 20  | Meta                      | Villavicencio         | Darío Vásquez                       | 85.635          | 783.168          | 9,15      | CO-MET |
| 21  | Nariño                    | San Juan de Pasto     | Antonio Navarro Wolff               | 33.268          | 1.541.956        | 46,35     | CO-NAR |
| 22  | Norte de Santander        | Cúcuta                | William Villamizar Laguado          | 21.658          | 1.243.975        | 57,44     | CO-NSA |
| 23  | Putumayo                  | Mocoa                 | Felipe Alfonso Guzmán               | 24.885          | 310.132          | 12,45     | CO-PUT |
| 24  | Quindío                   | Armenia               | Julio César López Espinosa          | 1.845           | 534.562          | 289,74    | CO-QUI |
| 25  | Risaralda                 | Pereira               | Víctor Manuel Tamayo Vargas         | 4.140           | 897.509          | 216,79    | CO-RIS |
| 26  | San Andrés și Providencia | San Andrés            | Pedro Gallardo Forbes               | 52              | 70.554           | 1356,8    | CO-SAP |
| 27  | Santander                 | Bucaramanga           | Horacio Serpa Uribe                 | 30.537          | 1.957.789        | 260,6     | CO-SAN |
| 28  | Sucre                     | Sincelejo             | Jorge Eliecer Anaya Hernánde        | 10.917          | 772.010          | 70,71     | CO-SUC |
| 29  | Tolima                    | Ibagué                | Oscar Barreto Quiroga               | 23.562          | 1.365.342        | 57,97     | CO-TOL |
| 30  | Valle del Cauca           | Santiago de Cali      | Juan Carlos Abadía Campo            | 22.140          | 4.161.425        | 188       | CO-VAC |
| 31  | Vaupés                    | Mitú                  | Wilson Ladino Vigoya                | 54.135          | 39.279           | 0,73      | CO-VAU |
| 32  | Vichada                   | Puerto Carreño        | Manuel María Villalba               | 100.242         | 55.872           | 0,56      | CO-VIC |
|     | Bogotá, DC                | —                     | Samuel Moreno Rojas                 | 1.587           | 6.840.116        | 4310      | CO-DC  |